# Cantó de Naucèla
El cantó de Naucèla és un cantó francès del departament de l'Avairon, situat al districte de Rodés. Té 8 municipis i el cap cantonal és Naucèla.

## Municipis
- Cabanas
- Camjac
- Centres
- Meljac
- Naucèla
- Quins
- Sent Just de Viaur
- Tauriac de Naucèla

## Història
| Data d'elecció                           | Identitat         | Partit | Qualitat |
| ---------------------------------------- | ----------------- | ------ | -------- |
| 1931-1967                                | Adrien Viguier    |        |          |
| 1985-1992                                | Pierre Lacombe    | PS     |          |
| 1992-2004                                | Joël Fouillade    | UDF    |          |
| 2004-                                    | Jean-Pierre Mazar | PRG    |          |
| les dades anteriors no són pas conegudes |                   |        |          |
|                                          |                   |        |          |

## Demografia
| 1962  | 1968  | 1975  | 1982  | 1990  | 1999  | 2006  |
| ----- | ----- | ----- | ----- | ----- | ----- | ----- |
| 5.780 | 6.394 | 6.057 | 5.502 | 5.027 | 4.544 | 4.758 |